# Laffite Automobili
Laffite Automobili est un constructeur automobile italien de supercars installé à Turin en Italie et fondé par Bruno Laffite.

## Présentation
C'est à l'occasion du Grand Prix automobile de Miami 2023, le 3 mai, que Laffite Automobili présente 5 concept cars, 3 supercars et 2 évolutions.

### Historique

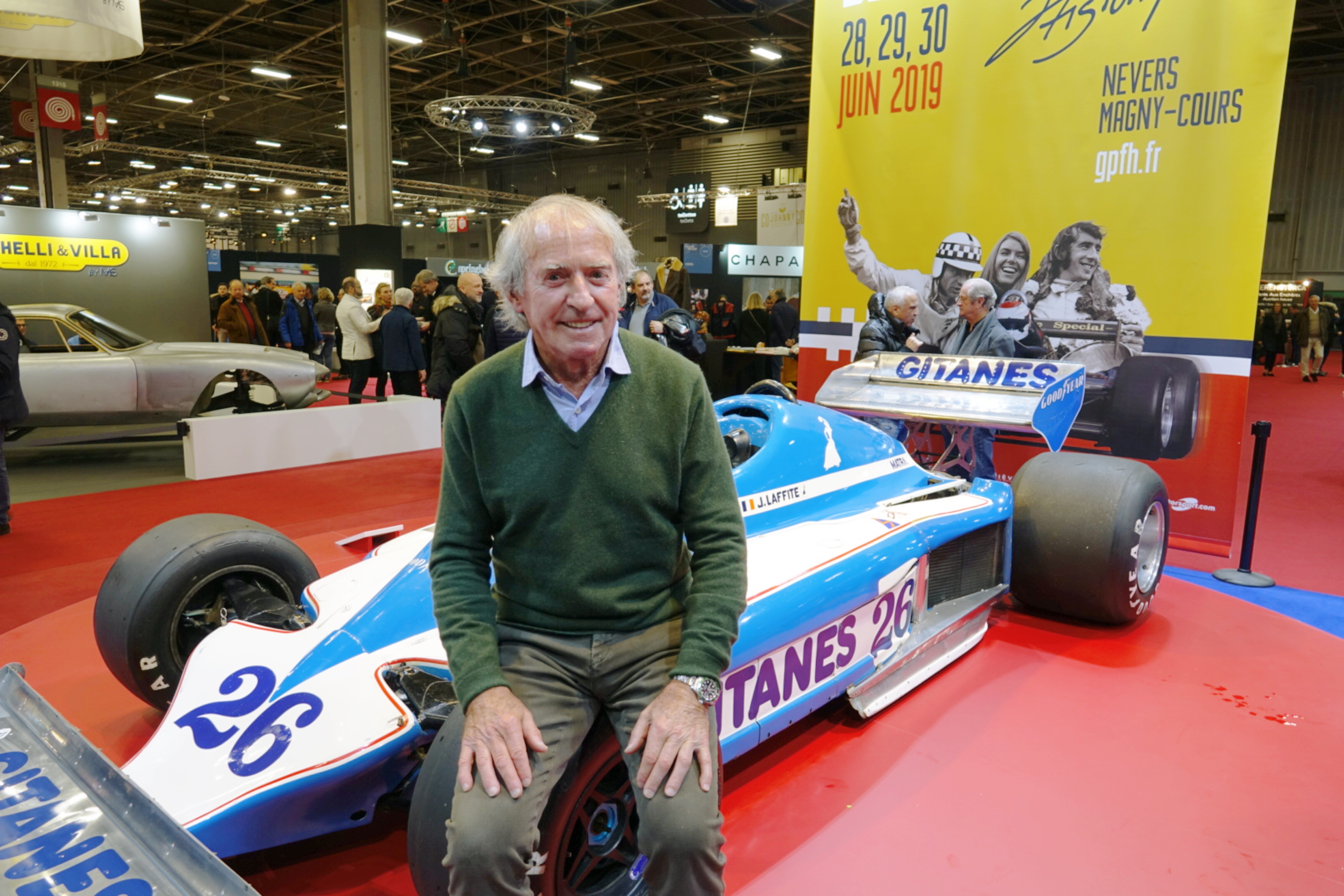
Jacques Laffite, pilote F1.

Laffite Automobili est fondé par Bruno Laffite, pilote professionnel et neveu de Jacques Laffite. Bruno Laffite est déjà à la tête de Laffite Automobili qui produit des Hypercars, véritables voitures de course homologuées pour la route en série limitée à Turin, en Italie 
Le constructeur s'est associé au bureau de design GFG Style dirigé par Giorgetto Giugiaro pour dessiner ses futures supercars, et a LM Gianetti pour le développement technique, l'entreprise piémontaise intervenant dans les championnats de Formule 1, WRC et GT.

## Véhicules

### Laffite  LM1
Hypercar atmospherique produite en 24 exemplaires à partir de janvier 2024.
- Puissance : 1000 ch
- Couple : 780 Nm
- Vitesse maximale : 350 km/h
- Autonomie : 850 km

### Laffite Atrax
HYPER SUV coupé produit en 26 exemplaires à partir de mars 2026.
- Puissance : 780 ch
- Couple : 900 Nm
- Vitesse maximale : 240 km/h
- Autonomie : 700 km
- Transmission : 4 roues motrices

### Laffite Barchetta
Prototype - exercice de style
Roadster électrique produit en 2 exemplaires à partir de juin 2024.
- Puissance : 586 ch
- Couple : 990 N m
- Vitesse maximale : 320 km/h
- Autonomie : 390 km